# ماریو اوچوا
ماریو اوچوا (اسپانیایی: Mario Ochoa‎؛ زادهٔ ۷ نوامبر ۱۹۲۷) بازیکن فوتبال اهل مکزیک بود.
از باشگاه‌هایی که در آن بازی کرده‌است می‌توان به باشگاه فوتبال آمریکا اشاره کرد.
وی همچنین در تیم ملی فوتبال مکزیک بازی کرده‌است.